# Lothar Ahrendt
Lothar Ahrendt (* 13. März 1936 in Erfurt) ist ein ehemaliger deutscher Polizeioffizier und Politiker (SED). Er war von 1989 bis 1990 Minister des Innern der DDR.

## Leben
Der Sohn eines Arbeiters absolvierte nach dem Besuch der Volksschule von 1950 bis 1953 eine Lehre als Kfz-Schlosser. Ahrendt trat 1953 in die Deutsche Volkspolizei (DVP) ein und war von 1955 bis 1959 als Kraftfahrer bei der Höheren Polizeischule in Berlin-Kaulsdorf tätig. Er trat 1957 der SED bei. Nach einer Ausbildung an der Mittleren Polizeischule in Aschersleben wurde er 1960 zum Unterleutnant ernannt und arbeitete anschließend als Sachbearbeiter bei der Schutzpolizei des Präsidiums der VP in Berlin. Von 1965 bis 1968 besuchte er die Hochschule der Deutschen Volkspolizei Karl Liebknecht mit dem Abschluss als Diplom-Staatswissenschaftler. Von 1969 bis 1978 war er zunächst stellvertretender Leiter der VP-Inspektion Berlin-Köpenick, dann im Rang eines Oberstleutnants der VP Leiter der VP-Inspektion Berlin-Mitte.
Von 1978 bis 1983 war Ahrendt als Oberst der VP stellvertretender Präsident der VP Berlin und von 1981 bis 1984 Kandidat der SED-Bezirksleitung Berlin. Als Nachfolger des berenteten Willi Seifert wurde er zum stellvertretenden Minister des Innern Bereitschaften/Kampfgruppen und am 24. Juni 1983 vom Vorsitzenden des Nationalen Verteidigungsrates der DDR, Erich Honecker, zum Generalmajor ernannt. Nach dem Tod von Rudolf Riss wurde er 1. Stellvertreter des Ministers und trat am 5. Juli 1985 auch dessen Nachfolge als 2. Vorsitzender der Sportvereinigung Dynamo an. Am 30. Juni 1986 erfolgte seine Beförderung zum Generalleutnant. Von 1986 bis 1989 war er Kandidat des Zentralkomitees der SED. Vom 18. November 1989 bis 12. April 1990 war er als Nachfolger von Friedrich Dickel Minister des Innern in der Regierung Modrow und bis 10. Januar 1990 auch Chef der DVP. Anschließend war er im Dienstgrad eines Generalinspekteurs Berater des letzten Innenministers der DDR Peter-Michael Diestel und bis zur Wiedervereinigung Chef der Hauptverwaltung des Grenzschutzes der DDR im Innenministerium.

## Auszeichnungen
- 1973 Vaterländischer Verdienstorden in Bronze[8]